# Ladányi Gedeon (történész)
Ladányi Gedeon (Hirip, Szatmár megye, 1824. május 24. – Kolozsvár, 1886. február 4.) magyar történész, egyetemi tanár, a Magyar Tudományos Akadémia levelező tagja.

## Élete
Hiripen született, ahol édesapja akkor református lelkész volt. A középiskolai tanfolyamot az akkor  hatéves szatmári református gimnáziumban végezte; a bölcseleti tanfolyam két első évét a máramarosszigeti református líceumban hallgatta. 1841 november elején iratkozott be a debreceni református kollégium hallgatói közé s 1845 augusztus végéig ott végezte a bölcselet III. évét és azután az akkor egyéves jogi, és kétéves hittudományi tanfolyamot, mindig kitűnő sikerrel. Mint papi pályára készülő és az iskolai jótéteményekben részesült ifjú, a református iskolákban dívott szokás szerint Máramarosszigetről háromszor, Debrecenből öt év alatt tizenötször ment ki ünnepi kiküldöttül a vidék tekintélyesebb egyházaiba. 1845. november 1-jén a debreceni gimnázium I. osztályának tanítójává lett. 1847-ben a szalontai hat osztályú református gimnázium elöljárósága őt választá ez intézet tanárává, ki is ez állásában március 1-jétől 1851 augusztus végéig működött és a három felső osztályban tanított. Az 1848–49-es forradalom és szabadságharc lezajlását Szalontán csendes elvonultságban élte át, 1851. szeptember 1-jétől két évig a debreceni református gimnáziumban szolgált a felekezeti, de egyszersmind a nemzeti ügynek, mint a klasszikus nyelvek, azután két évig a főgimnáziumban mint az egyetemes történelem tanára. 1860-ban az egyházkerület megválasztotta a debreceni jogakadémia tanárává, a magyar állam és alkotmány történetének rendes tanszékére, melyhez az egyetemes történelemnek a főgimnázium két legfelsőbb osztályában való tanítása is volt kapcsolva. A Magyar Tudományos Akadémia 1872. május 24-én levelező tagjává választotta; ugyanez év szeptember 29-én az akkor felállított kolozsvári egyetemre az egyetemes történelem rendes tanárává, november 10-én pedig a jogtörténelmi államvizsgálati bizottság tagjává nevezték ki. 1878-ban a tiszántúli református középiskolai tanáregyesület tiszteletbeli tagjává választotta; az egyesület iránti köszönetét azzal kívánta kifejezni, hogy 1880-ban Szatmáron tartott gyűlésében A vallás az emberiség őskorában c. értekezését olvasta fel. Az évek óta sorvasztó betegségében kimerülve, 1886. február 4-én meghalt Kolozsvárt. A Magyar Tudományos Akadémiában 1887. október 31-én Szabó Károly tartott fölötte emlékbeszédet.

## Írásai
Cikkei a debreceni református gimnázium Értesítőjében (1854. A görögök műveltségének előmozdító okai, 1856. A harmincz éves háború); a Családi könyvében (III. 1858. Mohammed vallása és állama); az Egyházi könyvtárban (1859.), a Hazánkban (II. 1860. Budának török kézre jutása); a Csokonai Albumban (1861.); a Prot. Népkönyvtárban); a Sárospataki Füzetekben (V. 1861. Rienzi, VII. 1863. A protestáns papok ellen 1674-ben Pozsonyban tartott delegatum judicium jegyzőkönyve, Az egyházi hatalom története a középkorban, VIII. 1864. Az európai civilisatio története, IX. 1865. Tanulmány a szív élettanáról, XIII. 1869. Választási vagy öröklési volt-e a magyar királyság?); a Budapesti Szemlében (Uj f. XV. 1869. A magyar királyság alkotmánya az Árpádok alatt); az Erdélyi Múzeum-egylet Évkönyvében (1874. könyvism., 1876. tört. cikk.)

## Munkái
1. A világtörténet főbb eseményei. I. kötet. Az ó-kor története. Debreczen, 1856. (Ism. Budapesti Hirlap 258. sz.)
2. A magyar nemzet történetei rövid kivonatban. Algymnasiumok számára kézikönyvül. Uo. 1860. (Ism. Prot. Egyh. és Isk. Lap 675. lap. 3. kiadás 1868., 4. k. 1875. 5. k. 1882. átdolgozta Márk Pál 1890. Uo.)
3. Az ó-kor története. Iskolai kézikönyvül. Uo. 1862. (2. kiadás. Uo. 1866., 3. k. 1872. 4. k. 1879. Uo.)
4. A középkor történetei. Uo. 1862. (2. kiadás. Uo. 1858., 3. ujra átdolg. k. 1877. Uo.):
5. A magyar alkotmány története. Iskolai kézikönyvül. Uo. 1863. (Ism. Prot. Egyh. és Isk. Lap 179. 1. 2. kiadás, 3. k. 1872. Uo.)
6. Az ujkor történetei. Iskolai kézikönyvül. Uo. 1866. (2. kiadás 1877. Uo.)
7. Magyarország történelme, felsőbb tanulók számára. Uo. 1867. (2. változatlan kiadás. Uo. 1883.)
8. A magyar királyság alkotmánytörténete a szatmári békekötésig. Uo. 1871-72. Két kötet. (Ism. P. Napló 1871. 97. sz. Századok 1871. 591., 1872. 175. l.)
9. A világtörténet főbb eseményei rövid kivonata. Algymnasiumi kézikönyvül. Uo. 1873. (3. jav. kiadás, 5. k. 1882. Uo.)
10. Modern alkotmányos monarchiai intézmények. Bpest, 1873. (Székfoglaló 1872. nov. 11. Értekezések a társadalmi tudom. köréből II. 6.)
11. Észrevételek Krajner: Die ursprüngliche Staatsverfassung Ungarns, seit der Gründung des Königthums, bis zum Jahre 1382 cz. munkájára. Kolozsvár, 1874. (Különnyomat az Erdélyi Múzeum Évkönyvéből.)